# IC 1073
IC 1073 ist eine linsenförmige Galaxie vom Hubble-Typ S0 im Sternbild Virgo am Nordsternhimmel und ist schätzungsweise 371 Millionen Lichtjahre von der Milchstraße entfernt.
Entdeckt wurde das Objekt am 18. Mai 1892 von Stéphane Javelle.